# Île Petrovsky
L'île Petrovsky (en russe : Петровский остров, Petrovsky ostrov) est une île de Saint-Pétersbourg, bordée par la Petite Neva et la Petite Nevka.

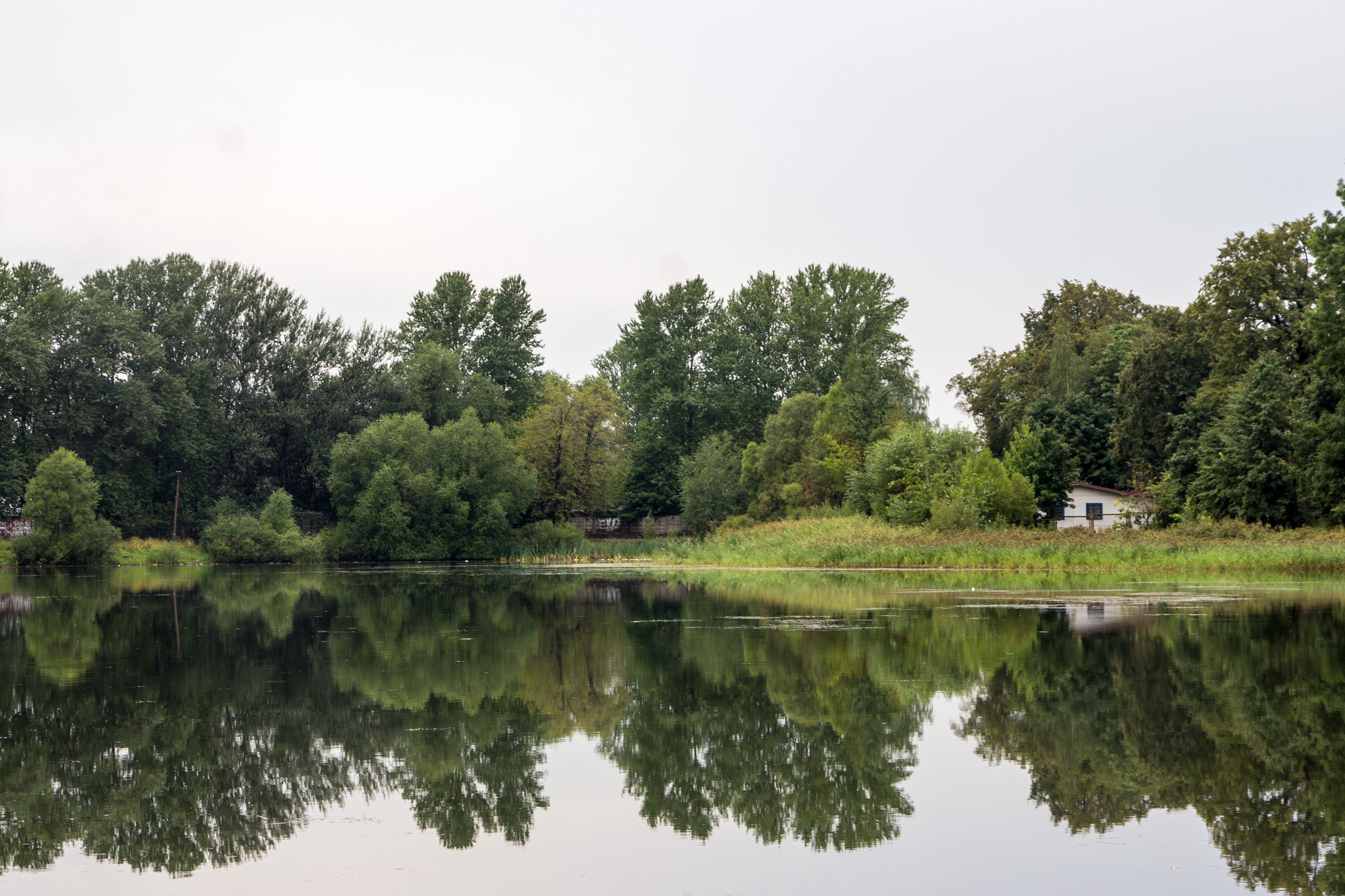
Parc Petrovsky.

L'île abrite notamment le Stade Petrovski,, le chantier naval Almaz et le parc Petrovski. Elle est reliée à l'Île Krestovski par la Grand pont Petrovsky, à l'Île Petrogradsky par le Petit pont Petrovsky et à l'Île des Décembristes par le pont Betancourt.